# Wangen (França)
Wangen (en alsacià Wànge) és una comuna francesa, situada a la circumscripció administrativa del Baix Rin i, des del 1r de gener de 2021, al territori de la Col·lectivitat Europea d'Alsàcia, a la regió de Gran Est. Els seus habitants són anomenats Wangenois i Wangenoises.
Aquesta comuna es troba a la regió històrica i cultural d'Alsàcia.
Forma part del cantó de Molsheim, del districte de Molsheim i de la Comunitat de comunes de la Mossig i del Vignoble.

## Localització
Wangen es troba al nord de la Ruta del Vi d'Alsàcia, a 40 quilòmetres de la frontera amb Alemanya, a uns 21 quilòmetres a l'oest-nord-oest d'Estrasburg, a deu quilòmetres al nord-nord-oest de Molse i a tres quilòmetres al sud-est de Wasselnheim.

## Demografia
| 1793 | 1851 | 1900 | 1946 | 1962 | 1968 | 1975 | 1982 | 1990 | 1999 | 2009 | 2014 | 2019 | 2022 |
| ---- | ---- | ---- | ---- | ---- | ---- | ---- | ---- | ---- | ---- | ---- | ---- | ---- | ---- |
| 684  | 759  | 722  | 584  | 541  | 570  | 589  | 572  | 656  | 704  | 720  | 700  | 670  | 637  |